# Schistura longa
Schistura longa är en fiskart som först beskrevs av Zhu 1982.  Schistura longa ingår i släktet Schistura och familjen grönlingsfiskar. Inga underarter finns listade i Catalogue of Life.